# Thomas Tu'avao
Thomas Tu'avao (Inglaterra, 27 de octubre de 1993) es un jugador profesional inglés de rugby que se desempeña en la posición de ala cerrado en Utah Warriors, equipo perteneciente a la liga Major League Rugby.

## Carrera
En 2019, Tu'avao se unió al equipo Utah Warriors, disputando su segunda temporada en la Major League Rugby. También es parte de la Selección de rugby de los Estados Unidos.